# Поради-Ґурне
Поради-Ґурне (пол. Porady Górne) — село в Польщі, у гміні Біла-Равська Равського повіту Лодзинського воєводства.
Населення — 91 особа (2011).
У 1975-1998 роках село належало до Скерневицького воєводства.

## Демографія
Демографічна структура станом на 31 березня 2011 року:
|          | Загалом | Допрацездатний вік | Працездатний вік | Постпрацездатний вік |
| -------- | ------- | ------------------ | ---------------- | -------------------- |
| Чоловіки | 44      | 13                 | 24               | 7                    |
| Жінки    | 47      | 10                 | 24               | 13                   |
| Разом    | 91      | 23                 | 48               | 20                   |